# Beled
Beled  este un oraș în districtul Kapuvár, județul Győr-Moson-Sopron, Ungaria, având o populație de 2.797 de locuitori (2011). 

## Demografie
Componența etnică a orașului Beled
     Maghiari (97,62%)
     Germani (1,49%)
     Necunoscut (0,34%)
     Alții (0,55%)
Componența confesională a orașului Beled
     Romano-catolici (52,52%)
     Luterani (15,3%)
     Fără religie (2,93%)
     Necunoscută (27,57%)
     Alte religii (2,18%)
Conform recensământului din 2011, orașul Beled avea 2.797 de locuitori. Din punct de vedere etnic, majoritatea locuitorilor (97,62%) erau maghiari, cu o minoritate de germani (1,49%). Apartenența etnică nu este cunoscută în cazul a 0,34% din locuitori.  Din punct de vedere confesional, majoritatea locuitorilor (52,52%) erau romano-catolici, existând și minorități de luterani (15,3%) și persoane fără religie (2,93%). Pentru 27,57% din locuitori nu este cunoscută apartenența confesională.